# Ernesto & Marcellino
Ernesto en Marcellino was een Nederlands cabaretduo, bestaande uit Ernest Beuving en Marcellino Bogers. 
Beuving (Enschede, 20 mei 1961) en Bogers (Maartensdijk, 24 september 1957) leerden elkaar kennen in Psychiatrisch Ziekenhuis Wolfheze. Beuving vervulde daar zijn vervangende dienstplicht en Bogers werkte er als psychiatrisch verpleegkundige. Beuving werkte daarnaast als straatmuzikant, en Bogers deed aan straattheater, en maakte deel uit van de smartlappengroep de Sweet Smarties. 
In 1993 wonnen Bogers en Beuving als duo het Camerettenfestival (zowel de jury- als de publieksprijs). Twee jaar later, in 1995, speelden ze hun eerste theaterprogramma. In 2002 sloot Wilfried Finkers, die voorheen onder andere teksten schreef voor cabaretier Herman Finkers, zich bij hen aan om mee te werken aan de voorstelling Nat en alle latere voorstellingen. 
Het trio stopte in mei 2012. Bij gelegenheid doen Ernesto en Marcellino sindsdien nog gastoptredens.

## Shows
- 1995–1997: Van de straat
- 1997–2000: Terug naar af
- 2000–2002: Remmen
- 2002–2004: Nat (met Wilfried Finkers)
- 2004–2006: Ga d'r zelf maar eens staan (met Wilfried Finkers)
- 2006–2008: Wat hebben wij het dan goed, hè? (met Wilfried Finkers)
- 2008–2010: Diepgang (met Wilfried Finkers)
- 2010–2012: Het beste dan maar (met Wilfried Finkers)

## Cd's en dvd's
- Remmen 'live' (cd)
- Ernesto zonder Marcellino: een bijna leef ervaring (cd)
- Nat (dvd)
- Ga d'r zelf maar eens staan (dvd)
- Wat hebben wij het dan goed hè (dvd)
- Het beste dan maar (dvd)